# Ara guadeloupensis
Ara guadeloupensis is een uitgestorven vogelsoort van het geslacht Ara, die mogelijk op de kleine Antillen voorkwam.